# Dionysius Melander
Dionysius Melander, gräzisiert aus Schwarzmann, (* um 1486 in Ulm; † 10. Juli 1561 in Kassel) war ein deutscher Theologe und Reformator.

## Leben
Melander war zunächst Dominikaner-Mönch in Ulm. 1525 wurde er auf Einladung des Rates als Prediger nach Frankfurt am Main berufen. Gemeinsam mit Johann Bernhard (genannt Johann Algesheimer) war er der erste festangestellte reformierte Prediger der Stadt.
Er predigte leidenschaftlich gegen die geistlichen Autoritäten der Stadt, die Kanoniker des kaiserlichen Stiftes St. Bartholomäus. Unter seinem Einfluss kam es Anfang 1533 zu Volksaufständen gegen die katholische Geistlichkeit, bei der Altartafeln und Reliquien zerstört wurden. Der Rat verbot daraufhin am 23. April 1533 den katholischen Gottesdienst in Frankfurt, distanzierte sich jedoch gleichzeitig von den Aufständen und enthob Melander 1535 seines Amtes. Dazu mag beigetragen haben, dass Martin Luther bereits unmittelbar nach den Unruhen 1533 in einem Brieff an die zu Franckfort am Meyn gegen die Bilderstürmer intervenierte.
Landgraf Philipp der Großmütige von Hessen nahm ihn als Hofprediger auf. Melander vollzog am 4. März 1540 die Trauung des Landgrafen mit dem sächsischen Hoffräulein Margarete von der Saale (1522–1566). In einem Gutachten hatte er gegen jede Kritik die Doppelehe für theologisch unbedenklich erklärt. Dem Landgrafen brachte sie jedoch den Vorwurf der Bigamie und damit jahrelange politische Schwierigkeiten ein.
Nach dem Schmalkaldischen Krieg geriet Philipp in die Gefangenschaft Kaiser Karls V. Dieser erzwang nach dem Augsburger Interim 1548 die Entlassung Melanders als Hofprediger. Der Landgraf ließ ihn jedoch nicht fallen, sondern wies ihm eine Pfarrstelle in Kassel zu, die er bis zu seinem Tod 1561 verwaltete.
Melander gehörte 1537 zu den 43 Unterzeichnern der Schmalkaldischen Artikel.